# ینیجه (قره‌تاش)
ینیجه (به ترکی استانبولی: Yenice) یک منطقهٔ مسکونی در ترکیه است که در یورغیر واقع شده‌است.